# Quiet Party
Eine Quiet Party (oder auch Schweigeparty) ist eine Party, bei der nicht gesprochen wird. Stattdessen wird nonverbal mittels Zettel und Stift kommuniziert, geflirtet und bestellt.
Das Konzept wurde von dem Künstler Paul Rebhan und dem Musiker Tony Noe in New York City entwickelt, als sich diese aufgrund zu lauter Umgebungsgeräusche nicht miteinander unterhalten konnten.
Die erste Quiet Party wurde im Oktober 2002 in New York City, und später in vielen anderen Städten wie San Francisco, Washington, D. C., Houston, Paris, London, Berlin, Barcelona und Peking, veranstaltet.
Ähnliche unorthodoxe Aktivitäten sind Smart Mobs, Flashmobs und Kuschelparties.